# Maraú

Maraú este un oraș în statul Bahia (BA) din Brazilia.